# Stazione di Floresta
La stazione di Floresta (Estación Floresta in spagnolo) è una stazione ferroviaria della linea Sarmiento situata nell'omonimo barrio della capitale argentina Buenos Aires.

## Storia
La stazione di La Floresta fu inaugurata il 29 agosto 1857 e fu aperta al traffico il giorno seguente. Era il capolinea della prima ferrovia costruita nell'attuale Argentina. La linea, chiamata Ferrocarril Oeste de Buenos Aires, che originava nella demolita stazione del Parque, era stata costruita con l'obbiettivo di unire le pianure ad ovest della capitale con il porto di Buenos Aires favorendo così sia lo sviluppo economico che l'afflusso di nuovi coloni.
Nel 1888 la stazione fu ribattezzata Vélez Sarsfield. Tale denominazione perdurò sino al 1944, quando assunse quella attuale. Nel 1973 il vecchio fabbricato viaggiatori fu demolito.